# Scrupocellaria
Scrupocellaria är ett släkte av mossdjur som beskrevs av van Beneden 1845. Scrupocellaria ingår i familjen Candidae.
Släktet Scrupocellaria indelas i:
- Scrupocellaria aegeensis
- Scrupocellaria americana
- Scrupocellaria arctica
- Scrupocellaria bellula
- Scrupocellaria bertholettii
- Scrupocellaria bertholleti
- Scrupocellaria bifurcata
- Scrupocellaria californica
- Scrupocellaria carmabi
- Scrupocellaria cervicornis
- Scrupocellaria cornigera
- Scrupocellaria curacaoensis
- Scrupocellaria curvata
- Scrupocellaria cyclostoma
- Scrupocellaria delilii
- Scrupocellaria diadema
- Scrupocellaria diegensis
- Scrupocellaria drachi
- Scrupocellaria elegantissima
- Scrupocellaria elongata
- Scrupocellaria ferox
- Scrupocellaria gilbertensis
- Scrupocellaria harmeri
- Scrupocellaria incurvata
- Scrupocellaria inermis
- Scrupocellaria intermedia
- Scrupocellaria jolloisi
- Scrupocellaria jullieni
- Scrupocellaria limatula
- Scrupocellaria longispinosa
- Scrupocellaria macropora
- Scrupocellaria macrorhyncha
- Scrupocellaria maderensis
- Scrupocellaria mexicana
- Scrupocellaria micheli
- Scrupocellaria minuta
- Scrupocellaria muricata
- Scrupocellaria nanshaensis
- Scrupocellaria obtecta
- Scrupocellaria ornithorhyncus
- Scrupocellaria panamensis
- Scrupocellaria profundis
- Scrupocellaria pugnax
- Scrupocellaria pusilla
- Scrupocellaria regularis
- Scrupocellaria reptans
- Scrupocellaria scabra
- Scrupocellaria scrupea
- Scrupocellaria scruposa
- Scrupocellaria securifera
- Scrupocellaria serrata
- Scrupocellaria sinuosa
- Scrupocellaria spatulatoidea
- Scrupocellaria spinigera
- Scrupocellaria talonis
- Scrupocellaria tridentata
- Scrupocellaria ulrichi
- Scrupocellaria unguiculata
- Scrupocellaria unicornis
- Scrupocellaria uniseriata
- Scrupocellaria varians